# PDP–4
A PDP–4 a Digital Equipment Corporation (DEC) által gyártott 18 bites miniszámítógép, a PDP–1 utódjaként 1962-ben jelent meg. Bár kevésbé volt sikeres, mint elődje, fontos lépést jelentett a DEC számítógépes technológiájának fejlődésében.

## Története
A PDP–4-et a DEC 1962-ben dobta piacra, közvetlenül a PDP–1 sikerét követően. Célja a nagyobb teljesítmény és megbízhatóság elérése volt, miközben visszafelé kompatibilitást tartottak fenn a PDP–1 szoftvereivel. A gép azonban kevésbé volt keresett, és csak 54 darab készült belőle, mielőtt 1964-ben felváltotta a PDP–7.

## Műszaki jellemzői
- Processzor: 18 bites architektúra, 200 kHz órajel, a PDP-1-hez hasonló utasításkészlet.
- Memória: 4K–32K szó (18 bites), ferrit magmemória, 6 µs hozzáférési idő.
- Bővítés: A rendszer támogatta a DECtape szalagos egységeket és korai merevlemezes tárolókat.
- Bemenet/kimenet: Lyukszalag-olvasó, soros nyomtatók, oszcilloszkóp-kijelzők.

A PDP–4 moduláris kialakítású volt, így különféle egyedi hardverek (pl. analóg-digitális átalakítók, speciális vezérlőegységek) csatlakoztathatók voltak.

## Szoftver
A PDP–4 alapértelmezett operációs rendszere a DECsys volt, amely lehetővé tette a kötegelt feldolgozást és az assembler-programozást. A gépen futott az első verziója a Spacewar! játéknak is, bár ez kevésbé volt ismert, mint a PDP–1-es változat.

## Jelentősége
Bár a PDP–4 nem volt kereskedelmi siker, technikai szempontból fontos volt a DEC számára:
- A későbbi PDP–7 és PDP–15 modellek alapjait fektette le.
- A korai operációs rendszerek fejlesztésében játszott szerepet.
- A 18 bites architektúra továbbfejlődött a későbbi DEC rendszerekben.